# Медали Молдовы
Государственные медали Молдовы были учреждены в 1992 году, после приобретения республикой независимости. Закон № 1123 «О государственных наградах республики Молдова» был принят 30 июля 1992 года, последняя поправка в закон была внесена в 2008 году.

## Государственные медали
| № | Название                                            | Изображение | Лента | Описание медали | Основания награждения | Даты учреждения и упразднения, статус | Первое и последнее награждения, количество награждений |
| - | --------------------------------------------------- | ----------- | ----- | --- | --- | ------------------------------------- | --- |
| 1 | За заслуги в воинской службе (рум. Meritul Militar) |             |       | Изготавливается из томпака и представляет собой слегка выпуклый, покрытый красной эмалью крест. В центре, на поверхности выступающего круга, покрытой белой эмалью, — рельефное изображение Государственного герба, в нижней части — надпись «Meritul Militar». Крест обрамлён по окружности рельефным изображением лаврового венка. Из-под круга выступают два скрещённых меча. Диаметр медали — 30 мм. Медаль крепится с помощью кольца к колодке, обтянутой двухполосной (золотисто-оранжевая и белая) муаровой лентой. Ширина ленты — 25 мм. Вес — 12,2 г. | За мужество и героизм, проявленные в период боевых действий по защите независимости и суверенитета Республики Молдова, обеспечению общественного порядка, защите прав и свобод человека, за безупречную военную службу. | 30.07.1992, вручается                 | В основном награждены воевавшие в 1992 году с приднестровскими сепаратистами |
| 2 | За отвагу (рум. Pentru Vitejie)                     |             |       | Изготавливается из латуни в виде круга диаметром 30 мм. На лицевой стороне — рельефное изображение звезды из четырёх крупных и четырёх мелких пучков расходящихся лучей. Между ними — четыре изображения силуэтов орла с расправленными крыльями. В центре, на выступающем круге — рельефная надпись «Pentru Vitejie». Слева и справа — детали орнамента. Медаль крепится с помощью кольца к колодке, обтянутой муаровой лентой шириной 25 мм с симметрично расположенными полосками жёлтого, синего, белого, красного цвета и жёлтой полоской посередине. В нижней части колодки — рельефное изображение двух симметрично расходящихся ветвей лавра. Вес — 12,5 г. | За мужество и храбрость, проявленные при спасении жизни людей, обеспечении общественного порядка, борьбе с преступностью, ликвидации последствий стихийных бедствий и при других чрезвычайных обстоятельствах. | 30.07.1992, вручается                 | |
| 3 | За гражданские заслуги (рум. Meritul Civic)         |             |       | Изготавливается из томпака в форме круга диаметром 30 мм. На лицевой стороне медали — рельефное изображение зубчатого колеса с выходящим из него колосом. В нижней части круга — рельефная надпись «Meritul Civic», в верхней части — симметрично расположенные ветви лавра. Медаль крепится к колодке с помощью кольца. Колодка обтянута муаровой лентой шириной 25 мм с симметричными полосками: золотистой, белой, золотистой, красной и посередине жёлтой. Вес — 11,8 г. | За особые заслуги в труде. | 30.07.1992, вручается                 | Михальчук С. Н. Кабак В. И. Москович К. Я. Страхилевич Г. Б. Шрайбман И. И. |
| 4 | Михай Эминеску (рум. Mihai Eminescu)                |             |       | Изготавливается из томпака в форме круга диаметром 30 мм, на котором — рельефное погрудное изображение Михая Эминеску. В левой части медали — рельефная надпись «Mihai Eminescu». Медаль крепится к колодке шириной 25 мм, обтянутой муаровой лентой с симметрично расположенными полосками синего, белого, зелёного и посередине жёлтого цвета. В нижней части колодки — рельефное изображение двух веточек липы. | За особые заслуги в творческой деятельности. | 30.07.1992, вручается                 | Ион Белдяну Мирча Келару Теодор Кодряну Виталий Колодий Виорел Динеску Николае Джеорджеску Жизель Фаньезе Ион Мэрджиняну Тудор Неделча Адам Пуслоич Василе Тэрыцяну Милюрко Вукадинович Хория Зилиеру |
| 5 | Николай Тестемицану (рум. Nicolae Testemițanu)      |             |       | Изготавливается из томпака с оксидированием в форме круга диаметром 30 мм, в центре которого — рельефное погрудное изображение Николае Тестемицану. В верхней части по окружности — рельефная надпись «Nicolae Testemiţanu». Медаль крепится с помощью кольца к колодке, обтянутой муаровой лентой белого цвета шириной 30 мм, с симметрично расположенными полосками синего, красного, зелёного и посередине красного цвета. В нижней части колодки — накладной венок из двух симметрично расходящихся ветвей лавра и эмблемы медицины — змеи, обвивающей чашу, изготовленные из томпака с оксидированием.                                                         | за особые заслуги в развитии здравоохранения, фармацевтики, курортологии и превентивной медицины; за большой вклад в развитие медицинской науки, внедрение научных достижений в практику здравоохранения, подготовку научных кадров и высококвалифицированных специалистов в области медицины; за плодотворную организаторскую и учебно-методическую деятельность; за активное участие в осуществлении государственной социальной политики. | 30.07.1992, вручается                 | Владимир Арап Ефросиния Брагаренко Ион Корчмарь Иван Фока Георге Манолаке Ливиу Вовк |

## Ведомственные медали
| № | Изображение | Лента | Название                                                                            | Описание медали | Основания награждения | Даты учреждения и упразднения, статус | Первое и последнее награждения, количество награждений |
| - | --- | ----- | ----------------------------------------------------------------------------------- | --- | --- | ------------------------------------- | ------------------------------------------------------ |
| 1 | |       | 10 лет Вооружённых сил Республики Молдова (рум. Aniversarea 10 A Armatei Nationale) | Юбилейная медаль, награждение которой происходило 28 августа 2001 года вместе с медалью «За службу родине» III степени. Медаль изготовлена из светло-жёлтого сплава на прямоугольной подвеске, выполненной в цветах молдавского триколора. На лицевой стороне вокруг герба написано «10 An», что означает «10 лет». | |                                       | 28.8.2001                                              |
| 2 | |       | Ветеран Вооружённых сил Республики Молдова                                          | | |                                       |                                                        |
| 3 | I степениЗа 20 лет безупречной службы · II степениЗа 15 лет безупречной службы · III степениЗа 10 лет безупречной службы |       | За безупречную службу в Вооружённых силах Республики Молдова                        | Ведомственная медаль министерства обороны Республики Молдовы. Имеет три степени. | За безупречную службу в вооружённых силах Республики Молдова, за выслугу лет. | вручается                             |                                                        |
| 4 | I степени · II степени · III степени                                                                                     |       | За службу Родине (рум. În Slujba Patriei)                                           | Ведомственная медаль министерства обороны Республики Молдовы. Имеет три степени. Награждалась совместно с юбилейной медалью в честь десятилетия вооруженных сил 28 августа 2001 года. Изготовлена из цельной бронзы. Подвеска выполнена в цветах молдавского флага — синий, жёлтый, красный, с добавлением белых полос. В центре медали изображен герб Молдовы. | |                                       | 28.8.2001                                              |
| 5 | |       | За укрепление воинского содружества (рум. Consolidarea Frăției de Arme)             | Медаль изготовлена из светло-жёлтого сплава. Подвеска выполнена в сине-голубых тонах, с двумя зелёными полосами. Вокруг герба Молдовы написан текст медали «Pentru Consolidarea Fratiei De Arme». 10 августа 2007 года участники международных учений стран Центральной и Восточной Европы по оказанию первой медицинской помощи в военных условиях были награждены этой медалью. | | вручается                             |                                                        |
| 6 | |       | Медаль «Дмитрий Кантемир»                                                           | Знак медали «Дмитрий Кантемир» Академии наук Молдовы представляет собой круглый одноцветный медальон из патинированного позолоченного томпака диаметром 30 мм, с ушком в верхней части для крепления к колодке. На аверсе, в рельефе, изображён профильный портрет (на три четверти вправо) учёного и господаря Молдавского княжества Дмитрия Кантемира, в парике, в доспехах, держащего в правой руке свиток. В нижней части композицию обрамляет открытый лавровый венок, состоящий из двух соединённых ветвей. В верхней части по окружности, заглавными буквами, выбито название «DIMITRIE CANTEMIR». По краю — рельефная линейная рамка. Реверс знака — гладкий, без изображений. Знак медали изготавливается из позолоченного патинированного томпака и крепится к колодке с помощью ушка и металлического кольца в цвет медали. Колодка медали «Дмитрий Кантемир» Колодка металлическая, прямоугольная, размером 30×10 мм. Модель 2010 года (исправленный вариант): на красном фоне расположена горизонтальная оливковая ветвь, по периметру – рельефная золотая рамка. Колодка изготовлена из металла золотистого цвета и покрыта эмалью. Общая высота награды составляет 46,5 мм. | За проведение на протяжении как минимум 40 лет фундаментальных и прикладных научных исследований на высоком уровне в области науки, культуры и искусства, внедрение в национальную экономику новых материалов и передовых технологий, а также за признание достигнутых результатов международным научным сообществом. | 13.09.2001                            |                                                        |
| 7 | |       | Медаль «Николай Милеску Спэтару»                                                    | Знак медали «Николай Милеску Спэтару» Академии наук Молдовы представляет собой круглый одноцветный медальон из патинированного бронзированного томпака диаметром 30 мм. На аверсе знака изображён в профиль, на три четверти повернутый влево, барельеф учёного Николая Милеску Спэтару. В верхней части по окружности, заглавными буквами, размещена надпись «NICOLAE MILESCU SPĂTARUL», выполненная в рельефе. По краю – рельефная линейная рамка. На реверсе в рельефе изображена богиня Афина, стоящая на капителе ионической колонны, обращённая вправо, одетая в пеплос и в шлеме. Правой рукой она опирается на эгиду, а в левой держит копьё, вокруг которого обвивается змея. У её левой ноги находится сова, смотрящая прямо вперёд. Композиция обрамлена открытым круглым венком из двух ветвей оливы, выходящих из-за капителя. Внизу, заглавными буквами в два ряда, выгравирована надпись: «ACADEMIA DE ŞTIINŢE / A MOLDOVEI». По краю также расположена рельефная линейная рамка. Знак изготавливается из патинированного томпака и крепится к колодке с помощью ушка и металлического кольца, окрашенного в цвет знака. Колодка медали «Николай Милеску Спэтару» имеет прямоугольную форму, длиной 30 мм и высотой 10 мм, по краю — линейная рамка. В центре, на фиолетовом фоне, размещена выполненная в золоте и рельефе горизонтальная ветвь оливы. В нижней части колодки находится ушко для подвешивания знака медали, а на оборотной стороне — застёжка. Колодка изготавливается из металла золотистого цвета и покрыта эмалью. Общая высота награды составляет 46,5 мм. | За проведение фундаментальных и прикладных научных исследований на высоком уровне в области науки, культуры и искусства, внедрение в национальную экономику новых материалов и передовых технологий, а также за признание достигнутых результатов международным научным сообществом.Она может быть так же присуждена деятелям науки, образования и культуры как из страны, так и из-за рубежа, специалистам из других сфер деятельности, государственным органам, неправительственным организациям или дипломатическому корпусу иностранных государств, которые на протяжении многих лет активно сотрудничали с научно-исследовательскими учреждениями Республики Молдова в различных направлениях, внося значительный вклад в реализацию совместных научных проектов, подготовку научных кадров, последовательное продвижение научных исследований нашей страны на международной арене, а также в существенное укрепление материально-технической базы научного сообщества Республики Молдова. | 02.07.2013                            |                                                        |

в таблице не отражены, но так же ведомственными медалями являются:
- Медаль «За заслуги карабинеров»;
- Медаль «За безупречную службу в МВД»;
- Медаль «15-летию вывода войск из Афганистана» (3 вида — армейская, ВВС, офицерская);
- Медаль «10 лет войны в Приднестровье» («Золотой Орел»);
- Медаль «10 лет полиции»;
- Медаль «10 лет пограничным войскам»;
- Медаль «10 лет Молдавской Армии»;
- Медаль «10 лет войскам карабинеров»;
- и другие.